# 8020
8020（八千二十、はっせんにじゅう）は、自然数または整数において、8019の次で8021の前の数である。

## 性質
- 8020は合成数であり、約数は1, 2, 4, 5, 10, 20, 401, 802, 1604, 2005, 4010, 8020である。
  - 約数の和は16884。
  - 1998番目の過剰数である。1つ前は8016、次は8022。
- 1307番目のハーシャッド数である。1つ前は8010、次は8025。
  - 10を基とする59番目のハーシャッド数である。1つ前は7300、次は8110。
- 8020 = 22 × 5 × 401
  - 3つの異なる素因数の積で p 2 × q × r の形で表せる756番目の数である。1つ前は8001、次は8025。(オンライン整数列大辞典の数列 A085987)
- 各位の和が10になる276番目の数である。1つ前は8011、次は8101。

## その他 8020 に関連すること
- パレートの法則 - 「80:20の法則」とも。全体の数値の大部分(80%)は、一部の要素(20%)が生み出しているという法則
- 8020運動 - 日本の歯科（口腔保健の推進）に関する運動
- 8020探検隊 - フジテレビ系列で放送されていたミニ番組